# شيمون شولدينر
شيمون شولدينر (بالإسبانية: Shimon Schuldiner)‏ هو عالم أرجنتيني، ولد في 10 أغسطس 1946 في بوينس آيرس في الأرجنتين.